# Taylor (Dakota Północna)

Mapa hrabstwa Stark w Dakocie Północnej z zaznaczeniem miasta Taylor na czerwono

Taylor – miasto w Stanach Zjednoczonych, w stanie Dakota Północna, w hrabstwie Stark.